# 浮士德勒

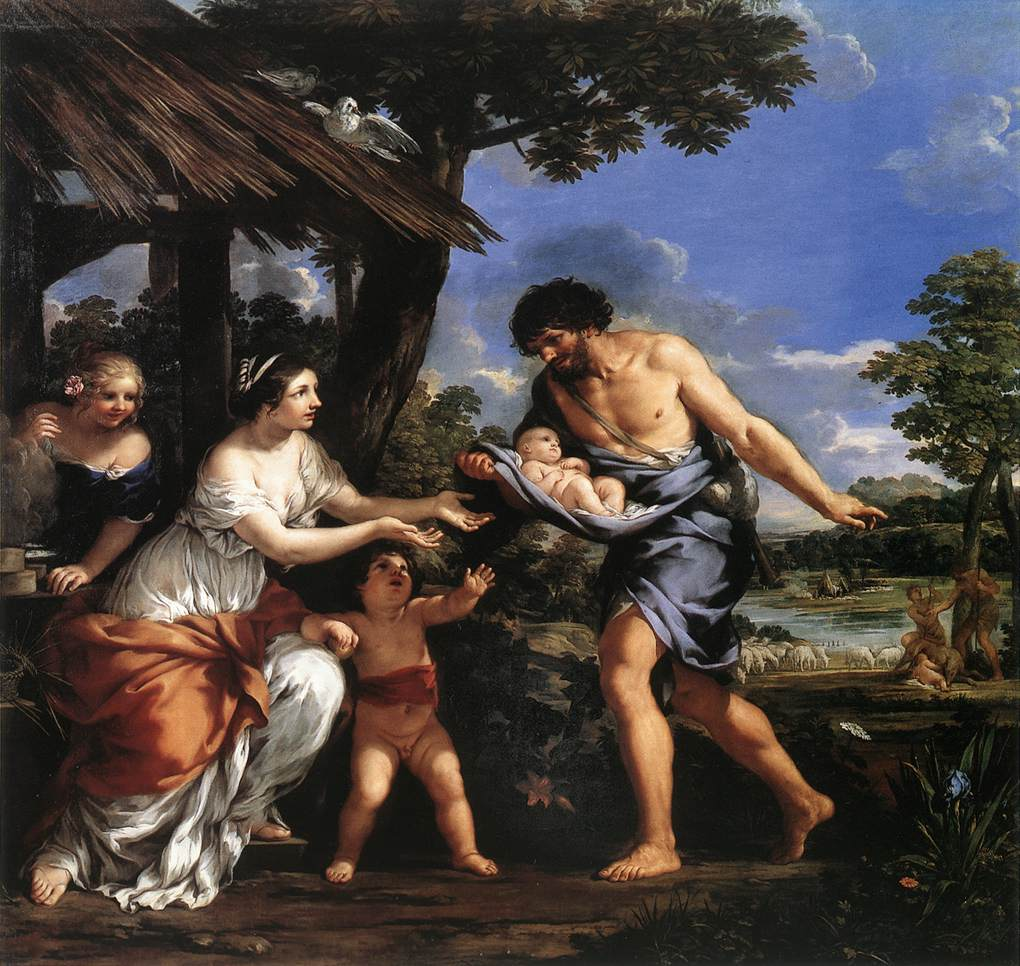
皮埃特罗·达·科尔托纳的油画：罗慕路斯与雷穆斯得到浮士德勒的庇护

浮士德勒（英文 Faustulus），是罗马神话中救回罗慕路斯与雷穆斯的牧羊人。他在帕拉蒂尼山上从一头母狼那里发现了他们，并与妻子阿卡·劳伦缇雅养大了这对孩子。在神话的另一版本中，阿卡·劳伦缇雅是妓女（拉丁语lupae，或为“母狼们”）。浮士德勒的名字后来被罗马贵族所称颂，甚至将他的形象与母狼和两名婴儿刻在银币上。

## 画像

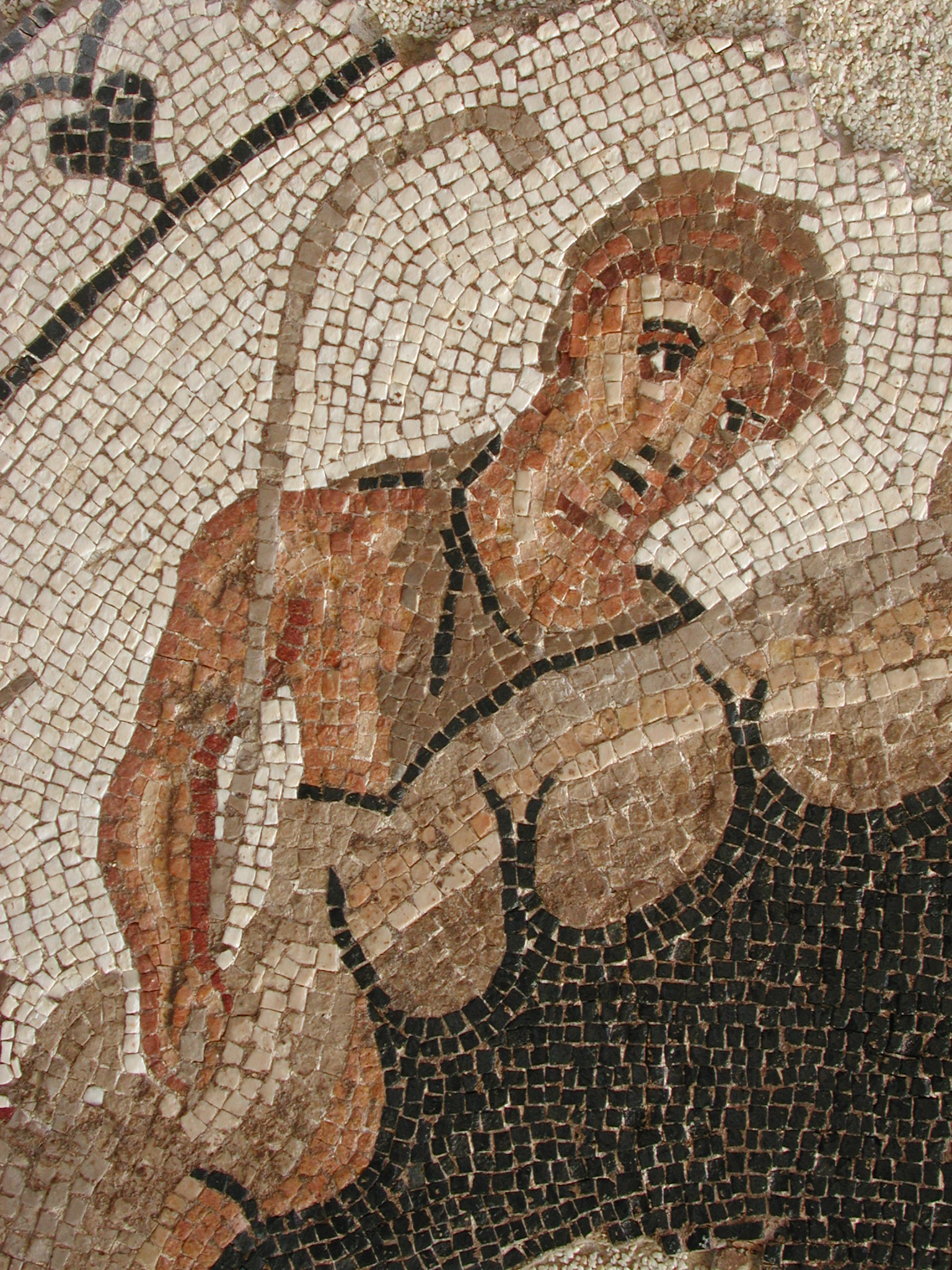
浮士德勒,参见巴伦西亚史前博物馆中的Font de Mussa mosaic。
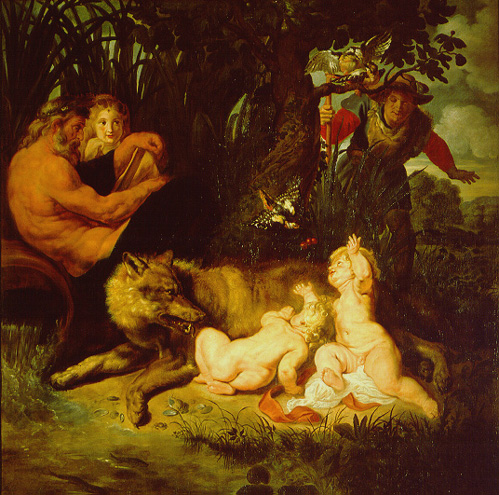
浮士德勒(位于画面右侧)发现母狼哺育下的罗慕路斯与雷穆斯。彼得·保罗·鲁本斯于1616年作画,(现存于卡比托利欧博物馆)